# Saint-Sardos (Lot y Garona)
 Saint-Sardos  es una población y comuna francesa, en la región de Aquitania, departamento de Lot y Garona, en el distrito de Agen y cantón de Prayssas.

## Demografía
| 347 | 326 | 254 | 263 | 260 | 243 |
| Para los censos de 1962 a 1999 la población legal corresponde a la población sin duplicidades (Fuente: INSEE [Consultar]) |     |     |     |     |     |